# Cossula
Cossula is een geslacht van vlinders van de familie van de houtboorders (Cossidae), uit de onderfamilie van de Cossulinae.

## Soorten
- C. abnoba (Schaus, 1892)
- C. alboperlata Bryk, 1953
- C. ardosiata Dognin, 1916
- C. arpi Schaus, 1901
- C. arpiodes (Dognin, 1923)
- C. bistellata Dognin, 1910
- C. buspina Davis, Gentili-Poole & Mitter, 2008
- C. coerulescens Schaus, 1911
- C. cossuloides (Schaus, 1905)
- C. duplex Dyar & Schaus, 1937
- C. duplexata Davis, Gentili-Poole & Mitter, 2008
- C. elegans (Schaus, 1901)
- C. egregia (Clench, 1957)
- C. gaudeator (Schaus, 1911)
- C. longirostrum Davis, Gentili-Poole & Mitter, 2008
- C. magna Schaus, 1905
- C. magnifica Strecker, 1876
- C. minutiloba Davis, Gentili-Poole & Mitter, 2008
- C. nigripuncta Dognin, 1916
- C. oletta Dyar & Schaus, 1937
- C. omaia Schaus, 1921
- C. ophthalmodes (Hering, 1923)
- C. orima (Druce, 1906)
- C. salara (Druce, 1900)
- C. tacita (Druce, 1898)
- C. tapajoza Dyar & Schaus, 1937
- C. wellingi Clench, 1961